# Tmesisternus kapauku
Tmesisternus kapauku là một loài bọ cánh cứng trong họ Cerambycidae.